# ساچیکو موریساوا
ساچیکو موریساوا (انگلیسی: Sachiko Morisawa؛ زادهٔ ۱۹۴۵) یک بازیکن تنیس روی میز اهل ژاپن است. 
وی در مسابقات کشوری و بین‌المللی در مجموع برنده ۵ مدال طلا، ۲ مدال نقره، ۲ مدال برنز شده‌است.